# بیلا-سکا
بیلا-سکا (به اسپانیایی: Vila-seca) یک شهرستان در اسپانیا است که در استان تاراگونا واقع شده‌است.

## خصوصیات
بیلا-سکا ۲۱٫۷ کیلومترمربع مساحت و ۲۱٬۳۷۳ نفر جمعیت دارد و ۴۲ متر بالاتر از سطح دریا واقع شده‌است.